# Videgrenstjärnarna (Kalls socken, Jämtland, 706992-133534)
Videgrenstjärnarna är en sjö i Åre kommun i Jämtland och ingår i Indalsälvens huvudavrinningsområde.